# Эшимова, Жулдыз Аттакуровна
Жулдыз Аттакуровна Эшимова (род. 2 января 1988, Талас) — заслуженный мастер спорта Республики Казахстан (вольная борьба).

## Биография
Серебряный (Токио, 2008 год) и бронзовый призёр (Стамбул, 2011 год) чемпионата мира, трёхкратный серебряный призёр чемпионата Азии (2008 год, 2009 год, 2010 год), чемпион Азии (2007 год). Лицензия на ХХХ Летние Олимпийские Игры завоёвана на чемпионате мира в Стамбуле в сентябре 2011 года — 3-место.